# 볼빨간사춘기
볼빨간사춘기(영어: BOL4)는 대한민국의 가수 안지영의 1인 밴드로, 쇼파르엔터테인먼트 소속이다. 2014년 엠넷의 경연 프로그램 《슈퍼스타K 6》에 현재 밴드명과 비슷한 '경북 영주 시골밴드 볼빨간사춘기'라는 4인조 그룹으로 참가 및 출연했으나, TOP 10 결정전에서 탈락했다. 이후 2016년 4월 22일, 안지영과 우지윤이 한 그룹을 이뤄 '볼빨간사춘기'라고 이름을 지어서 본격적으로 데뷔했다. 2016년 8월 29일 발매한 앨범 Full Album RED PLANET의 타이틀곡 '우주를 줄게' 가 한국의 여러 음원 차트에서 역주행하면서 대중적으로 이름을 알렸다. 2020년 4월 2일, 낯선아이가 탈퇴하면서 1인 밴드가 되었다. 심리적 불안으로 인해 활동 중단을 발표했으며 2021년 10월 26일 Butterfly Effect 앨범으로 컴백했다.

## 과정
안지영과 우지윤은 경상북도 영주시 출신으로, 같은 반 짝꿍을 통해 친해진 친구 사이로, 원래는 권지원, 김진호까지 총 4명이 하나의 그룹이었으나, 두 명이 탈퇴하고 2인조 그룹으로 활동하게 되었다. 서로 숨기고 있었으나 모두 가수의 꿈을 가진 걸 알고 나서 함께 음악 활동을 하게 됐다. 팀명은 사춘기처럼 솔직, 순수한 음악을 하고 싶은 이유에서 지어졌다. 팀에서 우지윤은 부끄러움이 많다는 이유로 "볼빨간"을, 안지영은 사춘기 소녀처럼 행동한다는 이유로 "사춘기"를 맡고 있었다.

### 2011-2016:Full Album RED PLANET
볼빨간사춘기는 경상북도 영주여자고등학교에 1학년의 재학 중이던 2011년 멤버들의 하굣길에 4인조 밴드로 결성되었다. 2014년 《슈퍼스타K 6》에 경북 영주 시골밴드 볼빨간사춘기라는 이름으로 출연했으나 탈락하였다. 이때까지만 해도 권지원이 팀의 기타를 담당하고 있었으나, 학업으로 인해 안지영 우지윤만이 데뷔를 하게 되었다. 슈퍼스타k6 출연 이후 1년 6개월이 지나면서 데뷔에 대한 팀 내에 불안감이 조성되었고 때문에 곡 작업에 많은 시간을 할애해야만 했다. 소속사는 프로듀서를 제공하고 데뷔 앨범을 준비하도록 하였으나 음악적 색깔이 맞지 않아 곡을 새로 쓰게 되었다. 곡을 많이, 급하게 곡을 쓰게 되었는데 안지영은 이러한 작업이 팀의 색깔을 잡는 데 재산이 되었다고 말했다.
2016년 8월 29일 볼빨간 사춘기는 첫번째 정규 음반 《Full Album RED PLANET》을 발매했다. 9월 26일 타이틀곡인 <우주를 줄게>로 주요 음원 사이트에서 1위를 차지했다.
음악평론가 서민정갑은 볼빨간사춘기가 공격적이지 않은 방법으로 10~20대에게 호소력 짙은 음악을 할 수 있었기에 성공할 수 있었다고 보았고, 임수연은 페이스북과 인스타그램이 볼빨간사춘기의 성공에 영향을 줬다고 보았다.

### 2017:Red Diary Page.1
2017년 5월 17일 MBC 군주 - 가면의 주인의 OST인 <처음부터 너와 나>는 공개된 다음날 차트 1위에 올랐다. 9월 28일 《Red Diary page.1》이 발매되었고 발매 직후 주요 음원 사이트에서 1위를 차지했다. 동시에 10월 21일 같은 앨범으로 빌보드 데뷔를 했고 방탄소년단 다음으로 미국에서 가장 많은 앨범을 판매한 K-POP 앨범이 되었다.

### 2020: 우지윤 탈퇴
2020년 4월 2일을 끝으로 멤버 우지윤은 진로 문제로 팀을 탈퇴하게 되었다. 그로 인해 안지영 1인체제로 활동을 이어 나가고 있다.

## 구성원
| 이름   | 소개 |
| ------ | --- |
| 안지영 | - 이름 : 안지영 - 생년월일 : 1995년 9월 14일(29세) - 출생지 : 대한민국 경상북도 영주시 - 학력 : 성신여자대학교 현대실용음악학과 (재학) - 활동기간 : 2011년~ |

### 이전 구성원
| 이름   | 소개 |
| ------ | --- |
| 우지윤 | - 생년월일 : 1996년 1월 6일(29세) - 출생지 : 대한민국 경상북도 영주시 - 학력 : 경북전문대학교 보건행정과 (졸업) - 활동기간 : 2011년 ~ 2020년 4월 2일 |
| 권지원 | - 생년월일 : 1996년(28~29세) - 학력 : 성신여자대학교 - 활동기간 : 2011년 ~ 2012년                                                                    |
| 김진호 | - 출생지 : 대한민국 경상북도 영주시 - 활동기간 : 2011년 ~ 2012년                                                                                     |

## 음반 외 출연 목록

### 예능
| 연도 | 제목                           | 방송사      | 비고      |
| ---- | ------------------------------ | ----------- | --------- |
| 2014 | 슈퍼스타 K6                    | Mnet        |           |
| 2016 | 유희열의 스케치북              | KBS2        | 334회     |
| 2017 | 유희열의 스케치북              | KBS2        | 348회     |
| 2017 | 주간 아이돌                    | MBC Every 1 | 290회     |
| 2017 | 마이 리틀 텔레비전             | MBC         | 84 & 85회 |
| 2018 | 해피투게더 (텔레비전 프로그램) | KBS2        | 520회     |
| 2019 | 놀라운 토요일                  | tvN         | 52회      |
| 2019 | 아이돌룸                       | JTBC        | 45회      |
| 2020 | 런닝맨                         | SBS         | 503회     |
| 2020 | 라디오스타                     | MBC         | 668회     |

### 광고
| 연도 | 기업명         | 브랜드명          | 종류            | 비고 |
| ---- | -------------- | ----------------- | --------------- | ---- |
| 2016 | 넥스트무브     | 로스트테일        |                 |      |
| 2017 | 코스모코스     | 비프루브          | 화장품          |      |
| 2017 | LG전자         | G6                | 스마트폰        |      |
| 2017 | (주)BUGS       | BUGS MUSIC        | 음원유통        |      |
| 2017 | 아이 러브 게임 | 리버스D           | 게임            |      |
| 2017 | 신참에프앤씨   | 신참떡볶이        |                 |      |
| 2018 | 농협목우촌     | 또래오래          | 치킨 프랜차이즈 |      |
| 2019 | LG전자         | LG TROMM 스타일러 |                 |      |
| 2020 | 어기어때컴퍼니 | 여기어때          |                 |      |

## 수상 및 후보 목록
시상식
| 연도 | 시상식                       | 부문                               | 곡/수상자                    | 결과 | 출처   |
| ---- | ---------------------------- | ---------------------------------- | ---------------------------- | ---- | ------ |
| 2016 | 제8회 멜론뮤직어워드         | 인디 부문 뮤직스타일상             | "우주를 줄게" (볼빨간사춘기) | 수상 | [ 15 ] |
| 2016 | 엠넷 아시안 뮤직 어워드      | 신인 여자 아티스트상               | 볼빨간사춘기                 | 후보 |        |
| 2017 | 제31회 골든 디스크 어워드    | 음원 신인상                        | 볼빨간사춘기                 | 수상 | [ 16 ] |
| 2017 | 제16회 대한민국 국회대상     | 대중음악 부분                      | 볼빨간사춘기                 | 수상 |        |
| 2017 | 제14회 한국대중음악상        | 올해의 신인상                      | 볼빨간사춘기                 | 후보 | [ 17 ] |
| 2017 | 제14회 한국대중음악상        | 올해의 노래상                      | "우주를 줄게" (볼빨간사춘기) | 수상 | [ 18 ] |
| 2017 | 제14회 한국대중음악상        | 최우수 팝 노래부분                 | "우주를 줄게" (볼빨간사춘기) | 후보 | [ 17 ] |
| 2017 | 가온 차트 K-POP 어워드       | 올해의 발견상 인디부문             | 볼빨간사춘기                 | 수상 | [ 19 ] |
| 2019 | 제11회 멜론뮤직어워드        | TOP 10                             | 볼빨간 사춘기                | 수상 |        |
| 2019 | Mnet 엠넷 아시안 뮤직 어워즈 | 베스트 보컬 퍼포먼스 그룹          | 볼빨간 사춘기                | 수상 |        |
| 2020 | 제9회 가온차트 뮤직 어워즈   | 2019년 4월 음원 부문 올해의 가수상 | 볼빨간 사춘기                | 수상 |        |
| 2020 | 멜론뮤직어워즈               | 인디 부문                          | 볼빨간 사춘기                | 수상 |        |

### 가요 프로그램 1위
| 연도            | 수상 내역(총 9회) |
| --------------- | --- |
| 2017년 (총 2회) | - 썸 탈거야 (총 2회) - 10월 17일 SBS MTV 《더 쇼 시즌5》 1위 - 10월 22일 SBS 《SBS 인기가요》 1위 |
| 2018년 (총 1회) | - 여행 (총 1회) - 6월 17일 SBS 《SBS 인기가요》 1위 |
| 2019년 (총 6회) | - 워커홀릭 (총 6회) - 9월 20일 KBS2 《뮤직뱅크》 K-chart 1위 - 9월 21일 MBC 《쇼 음악중심》 1위 - 9월 22일 SBS 《SBS 인기가요》 1위 - 9월 25일 MBC MUSIC 《쇼 챔피언》 챔피언 송 - 9월 28일 MBC 《쇼 음악중심》 1위 (2주 연속) - 9월 29일 SBS 《SBS 인기가요》 1위 (2주 연속) |